# NGC 925
NGC 925 (другие обозначения — UGC 1913, IRAS02243+3321, MCG 5-6-45, KARA 105, ZWG 504.85, KUG 0224+333, PGC 9332) — галактика в созвездии Треугольник.
Этот объект входит в число перечисленных в оригинальной редакции «Нового общего каталога».
В NGC 925 находятся три ультраярких рентгеновских источника. Один из них напоминает кандидата в чёрные дыры средней массы, его свойства больше похожи на свойства супер-эддингтонской чёрной дыры. Спектральная классификация другого менее изучена. Третий имеет очень сильную изменчивость.
Используется в классификации галактик Жерара де Вокулёра в качестве примера галактики типа SAB(c)d.
Галактика NGC 925 входит в состав группы галактик NGC 1023. Помимо NGC 925 в группу также входят ещё 22 галактики.